# Ионон
Иононы — изомеры, ненасыщенные кетоны из группы оксоалкенилзамещённых циклогексенов, обладающие приятным цветочным запахом.
α-ионон — 1-(1,1,3-триметилциклогекс-3-ен-2-ил)бут-1-ен-3-он.
β-ионон — 1-(1,1,3-триметилциклогекс-2-ен-2-ил)бут-1-ен-3-он.
Оба изомера используются в парфюмерной промышленности в качестве компонентов парфюмерных композиций, отдушек для мыла и косметической продукции, а в пищевой промышленности — как вкусовые добавки с запахами фиалки и малины, их запах зависит от концентрации вещества.
В природе они содержится в некоторых эфирных маслах.

## Биологические свойства
Бета-ионон имет приятный цветочно-древесный запах.
Кроме собственного приятного запаха, бета-ионон имеет свойства дезодоранта — уничтожает некоторые неприятные запахи. Это вещество является антагонистом обонятельных рецепторов, которые активируются сероводородом, метантиолом и подобными неприятно пахнущими соединениями серы. Молекулы бета-ионона уменьшают активацию вторичных посредников внутриклеточной сигнализации в обонятельных клетках, в результате чего люди перестают чувствовать неприятный запах.

## Получение
Промышленный синтез ионона производится через промежуточное вещество — псевдоионон. Затем псевдоинонон циклизуется.
В промышленности изомеры ионона обычно получают из цитраля через псевдоионон, который с помощью кислот превращается в α-ионон с трансформацией его в β-ионон. Используются серная, фосфорная или апротонная кислота Льюиса, при этом есть два варианта: в присутствии концентрированной серной кислоты в конечном продукте выше доля β-ионона, а в случае фосфорной кислоты и апротонной кислоты Льюиса образуется преимущественно α-ионон.
α-ионон можно превратить в β-ионон с помощью сильной кислоты.
Альтернативный путь промышленного синтеза псевдоионона — из дегидролиналоола и кетоэфира (MeCOCH2COOR-ROH) с промежуточным образованием эфира.

### Описание процесса
Псевдоинонон получают конденсацией цитраля с ацетоном. Нуклеофильное присоединение карбаниона ацетона к карбонильной группе цитраля происходит под действием основного катализатора (NaOH).
Полученный псевдоионон под действием кислот циклизуется с образованием двух изомеров: α-ионона и β-ионона. Протекание реакции зависит от силы использованной кислоты: она при использовании концентрированной серной кислоты преимущественно образуется β-ионон, а при использовании фосфорной кислоты или апротонной кислоты Льюиса — α-ионон.
Разделение изомеров ионона основано на различной растворимости солей их гидросульфоновых соединений, которые образуются при присоединении гидросульфита натрия по месту двойной связи в боковой цепи в присутствии аммонийных солей в слабощелочной среде. Обратный процесс разложения соединения с выделением свободных иононов происходит под действием соды или слабого раствора едкой щёлочи.